# Anthrax miscella
Anthrax miscella är en tvåvingeart som först beskrevs av Daniel William Coquillett 1887.  Anthrax miscella ingår i släktet Anthrax och familjen svävflugor. Inga underarter finns listade i Catalogue of Life.